# Zandbeek (Geulle)
De Zandbeek is een beek in Nederlands Zuid-Limburg in de gemeente Meerssen. De beek ligt bij Geulle op de rechteroever van de Maas en heeft een lengte van ongeveer 1,1 kilometer, waarbij de zijtak niet meegerekend is die ongeveer 200 meter noordelijker ontspringt.
Ongeveer 100 meter zuidelijker stroomt de Renbeek en op ongeveer 250 meter noordelijker van de noordelijke zijtak stroomt de Hussebeek.

## Ligging
De beek ligt op de westelijke helling van het Centraal Plateau in de overgang naar het Maasdal. De bron van de beek ligt in het Bunderbos hoog op de helling ten westen van Snijdersberg tussen deze plaats en Hulsen, vlak bij de Penderjansknub, een uitzichtspunt over het Maasdal. Van daar stroomt de beek eerst westwaarts, gaat daarbij onder de spoorlijn Maastricht - Venlo door en stroomt vervolgens, aangekomen vlak voor de Processieweg, noordwaarts. Na onder deze weg doorgegaan te zijn voegt het water van een zijtak van de beek zich erbij. Na deze samenvloeiing stroomt de beek westwaarts om uit te komen bij het Julianakanaal. Achter de kanaaldijk stroomt de beek in zuidwestelijke richting. Bij Kasteel Geulle vloeit de beek samen met de Molenbeek en de Verlegde Broekgraaf om de Oude Broekgraaf te vormen die via een duiker onder het Julianakanaal doorgaat en uiteindelijk in de Maas uitmondt.

## Geologie
De Zandbeek ontspringt ten noorden van de Geullebreuk en ten zuiden van de Schin op Geulbreuk op een hoogte van respectievelijk ongeveer 70 en 68 meter boven NAP. Op deze hoogte dagzoomt klei uit het Laagpakket van Boom dat in de bodem een ondoorlatende laag vormt, waardoor het grondwater op deze hoogte uitstroomt.
De Zandbeek krijgt van verschillende bronnen water, waarvan er enkele bij de noordelijke tak van de beek een kalktufbron zijn.